# Кюэнехтях-Юрях
Кюэнехтях-Юрях (устар. Кюёнэхтээх-Юрэх) — река в Кобяйском улусе Якутии, приток реки Лена. Протяжённость реки составляет 40 км. Впадает в Лену через протоку Кюнгкябир слева в 1086 км от устья Лены.

## Данные водного реестра
По данным государственного водного реестра России и геоинформационной системы водохозяйственного районирования территории РФ, подготовленной Федеральным агентством водных ресурсов:
- Бассейновый округ — Ленский
- Речной бассейн — Лена
- Речной подбассейн — Лена ниже впадения Вилюя до устья
- Водохозяйственный участок — Лена от впадения Вилюя до водного поста ГМС Джарджан